# Omarion

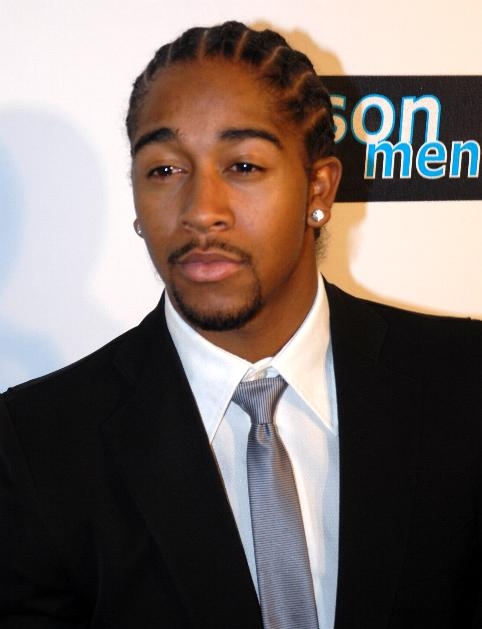
Omarion

Omarion, Omari Ishmael Grandberry, född 12 november 1984 i Los Angeles, Kalifornien, är en amerikansk R&B-sångare, skådespelare, låtskrivare, producent, dansare och var ledaren i pojkgruppen "B2K". Efter att gruppen hade splittras så släppte han sitt första soloalbum (O) år 2005. 2006 släppte han sitt andra album (21) som har många kända låtar. Och året efter så släppte han åter ett album (Face Off) fast nu med rapparen och vännen Bow Wow.
Omarion är inte bara känd för sin röst utan för sina danssteg och skådespeleri, och har varit med i filmerna You Got Served, Fat Albert, Somebody Help Me, Feel The Noize och Backdown som släpptes i slutet av 2008.

## Diskografi

### Singlar
2005 - O
- Touch
- I'm Tryna

2006 - Entourage
- Ice Box remix( Featuring sisqo
- Cut Off Time ( Featuring Kat Deluna)

2007 - Girlfriend (Med Bow Wow)
- Hey Baby   (Med Bow Wow)

2008-  He Ain Gotta Now ( Med Bow Wow)

## Filmer
- 2004 - You Got Served ( med B2k)
- 2004 - Fat Albert
- 2005 - Somebody Help Me
- 2007 - Feel The Noize
- 2008 - Backdown